# Ateneu de Cultura Popular de l'Hospitalet
L'Ateneu de Cultura Popular de l'Hospitalet és una associació fundada a l'Hospitalet de Llobregat l'any 1932, ubicada al carrer de Santa Anna, 1-7 del barri Centre. Forma part de la Federació d'Ateneus de Catalunya, la Federació de Grups Amateurs de Teatre de Catalunya i la Coordinadora d'Associacions per la Llengua catalana.

## Història
Jaume Audí tingué la primera idea de crear una societat apolítica, cultural i de caràcter popular a l'Hospitalet de Llobregat. L'any 1932, juntament amb el seu germà Daniel, Blai Guillén Ornaque, Carles Enric, Pere Pié Amat, Joan Rius i Vila i Lluís Casas i Balletbò entre d'altres van fundar l'Ateneu de Cultura Popular.
Els socis de l'entitat eren majoritàriament treballadors com ara paletes, manyans, mecànics, obrers del tèxtil, impressors, dependents, petits botiguers, escrivents o pagesos de la Marina.
L'entitat es va fundar, segons els seus primers estatuts:
| «                                                         | Amb l'objecte del millorament moral dels seus associats i per tal d'aconseguir aquesta finalitat utilitzarà diferents mitjans: com són l'ensenyança professional, les conferències, la lectura, els cursets, les controvèrsies, el cultiu de les ciències i de les arts la cultura física i aquelles disciplines de caràcter docent que puguin contribuir a un règim social més just. Proposarà i fomentarà totes aquelles reformes que siguin convenients al millorament i perfecció de l'ensenyança. | » |
| — Ateneu de Cultura Popular, Estatuts (1932), Article 1r. | |   |

Per tal d'aconseguir els seus objectius, l'Ateneu s'organitzava en diferents seccions. Cada sessió comptava amb una comissió encarregada de gestionar-la. Aquestes comissions eren la Comissió d'Ensenyament, la Comissió de Cultura Física, la Comissió de Conferències i Propaganda, la Comissió de la Biblioteca, la Comissió Fotogràfica, la Comissió del Museu i la Comissió de Festes.
Degut al dèficit d'escoles d'ensenyament primari i secundari a la ciutat, l'Ateneu es va proposar la creació d'una Escola del Treball. Ja en els primers anys, es van organitzar classes nocturnes de formació industrial i comercial on s'impartia dibuix, aritmètica, comptabilitat, mecanografia o física industrial entre altres disciplines.
Amb l'entrada de les tropes franquistes a l'Hospitalet l'any 1939, aviat l'Ateneu va ser clausurat per instal·lar-hi la seu de la Delegación de Juventudes de la Falange Española Tradicionalista y de las JONS.
39 anys més tard, l'Ateneu va tornar a obrir després que el Ple de l'Ajuntament acordés la cessió de l'edifici de L'Harmonia a l'entitat per deu anys.

## Seu social

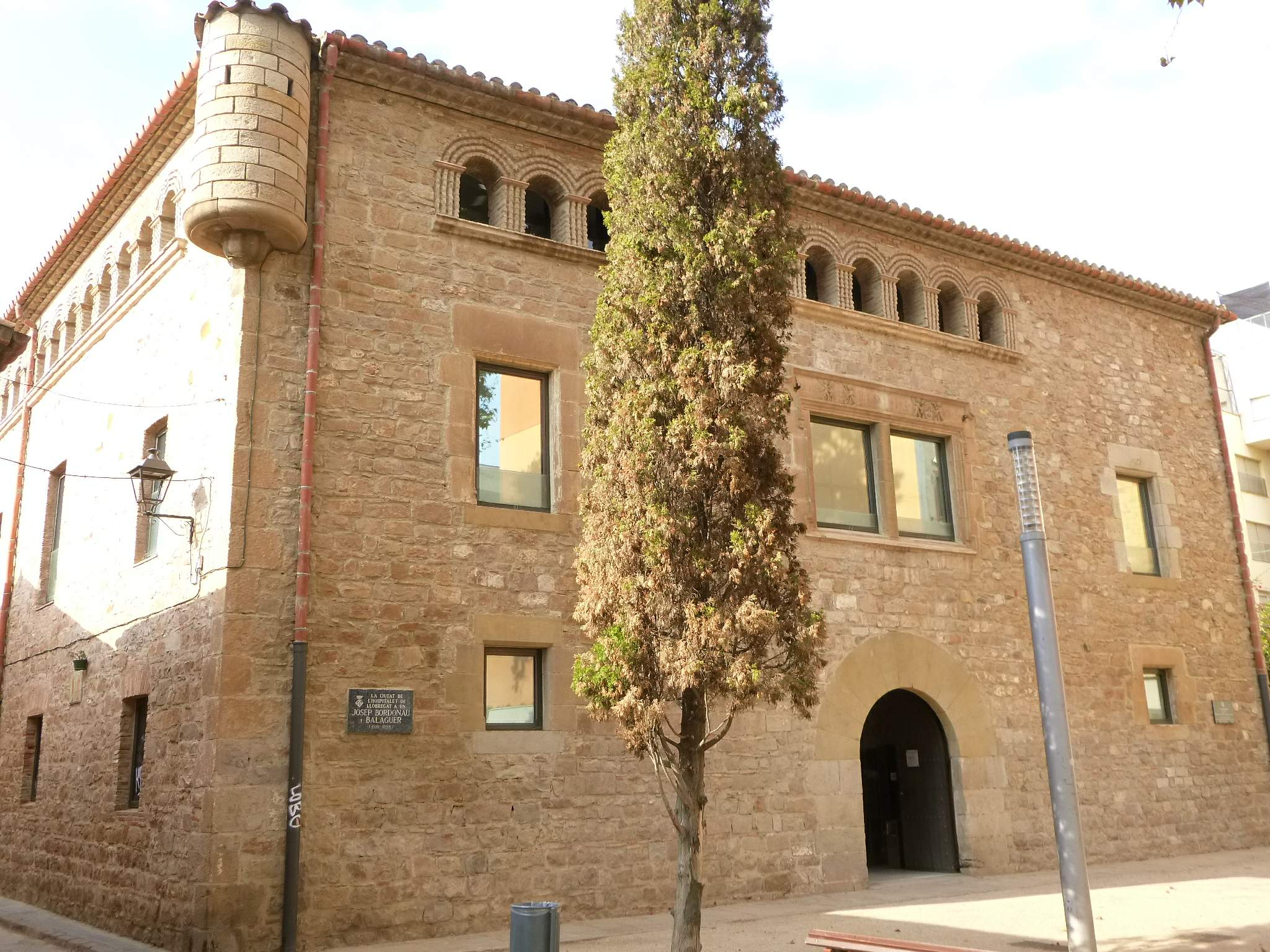
Casal renaixentista de L'Harmonia.

L'Ateneu inaugurà la seva primera seu el 27 de novembre de 1932, en una casa de planta baixa situada al número 9 del carrer Francesc Macià (actual Baró de Maldà). Des de l'any 1934 fins al 1939 va tenir la seu al casal renaixentista de L'Harmonia. En acabar la Guerra Civil va ser desallotjat. El 14 d'abril de 1978, l'Ajuntament de l'Hospitalet va tornar a cedir l'espai de l'Harmonia a l'Ateneu fins a l'any 2001, quan es va traslladar temporalment a un local provisional al carrer de Digoine. El 27 d'abril de 2011 es va traslladar a la seva actual seu.

## Activitat
Entre les múltiples activitats que es realitzen a l'Ateneu de l'Hospitalet, destaquen el Grup de Teatre Margarida Xirgu, les classes de pintura i dibuix per a infants i adults, el taller de puntes al coixí, el taller d'arts aplicades i treballs manuals i altres activitats com conferències, visites, excursions o presentacions de llibres.

## Publicacions

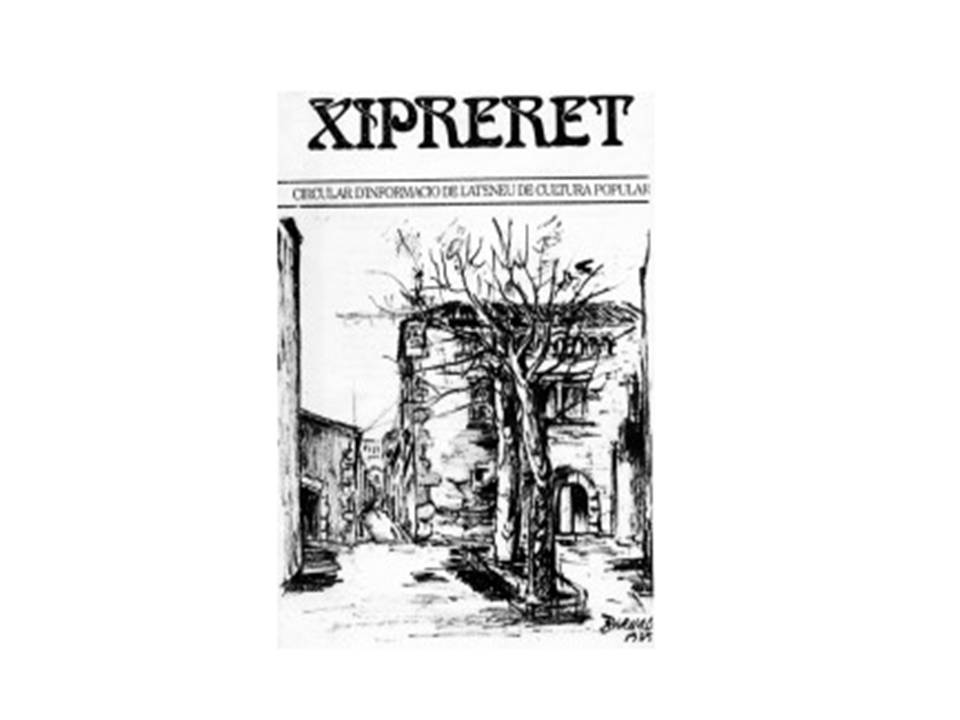
Primer número de Xipreret

Des del gener l'any 1980 edita una revista impresa anomenada  Xipreret, butlletí d'informació de l'Ateneu de Cultura Popular. Xipreret arriba periòdicament als socis i entitats administratives i culturals amb l'anunci de les properes activitats, la crònica de les recentment efectuades així com articles sobre l'actualitat local i nacional, entrevistes amb personalitats vinculades amb la ciutat, poesia, narracions curtes i exercicis lingüístics entre d'altres temes.
Dins la col·lecció La Medusa  l'Ateneu també ha editat diversos títols relacionats amb la història de la ciutat i els seus veïns.

## Presidents
- Lluís Casas i Balletbó (1932-1935)
- Josep Ané i Torres (1935)
- Joaquim Monistrol i Casals (1935-1939)
- Josep Bordonau i Balaguer (1978-1984)
- Manel Rius i Hernández (1984-1988)
- Joan Ferre i Molina (1988-2003)
- Carles Farrés i Pinós (2003-2007)
- Matilde Marcé i Piera (2007- 2016)
- Fèlix Puig i Carbonell (2016 - 2024)
- Tomàs Maria Porta i Calsina (2024 - )